# دیمیتریس ساراواکوس
دیمیتریس ساراواکوس (یونانی: Δημήτρης Σαραβάκος؛ زادهٔ ۲۶ ژوئیهٔ ۱۹۶۱) بازیکن فوتبال اهل یونان است.
از باشگاه‌هایی که در آن بازی کرده‌است می‌توان به باشگاه فوتبال آ. ا. ک آتن، باشگاه فوتبال پاناتینایکوس، باشگاه فوتبال پانیونیوس، اشاره کرد.
وی همچنین در تیم ملی فوتبال یونان بازی کرده‌است.